# ウォッチ!
『ウォッチ!』（英語表記:watch!）は、TBS(JNN)系列で、2003年3月31日から2005年3月25日まで生放送された朝の情報番組・報道番組。

## 番組概要
TBSアナウンサーの土井敏之がメインキャスター（MC）を務めた。2004年3月29日、土井を除いて大幅なリニューアル・出演者チェンジを行う。テーマ曲は本間勇輔作曲。後番組は、2005年3月28日から2014年3月28日まで放送された『みのもんたの朝ズバッ!』。

## 2003年度

### 放送日時
2003年3月31日から2004年3月26日
6:00 - 8:30
午前5時台に『あさがけウォッチ!』を放送（一部地域を除く）。
『おはよう!グッデイ』で設けた第2部の7時台後半からのローカル枠は原則東北放送のみ自社差し替え可能な枠として設定され、同局では『ウォッチン!みやぎ』として自社差し替えを継続。また、8月後半から1ヶ月間、毎日放送は阪神タイガース応援番組『あさトラ!』を放送した。

### 出演者

#### メインキャスター（MC）
- 土井敏之（新聞紹介兼務）

#### アシスタント
- 久保田智子[2]（芸能ニュース兼務）

#### 朝刊コーナー
- 駒田健吾

#### ニュース
- 秋沢淳子

6時台最初のニュースはアシスタントの久保田と朝刊キャスターの駒田が担当。

#### スポーツニュース
- 水内猛（サッカー解説者）

#### 天気予報
- 松岡洋子

#### コメンテーター
- 月曜日：和泉昭子、嶌信彦
- 火曜日：日垣隆、米原万里
- 水曜日：中島渉、今井秀智
- 木曜日：ピーター・フランクル、松田喬和
- 金曜日：山本一力、羽生健二

曜日制で2名の出演だったが、8月頃から一部が降板し倉田真由美・茂木宏子をはじめとする曜日固定はされていないコメンテーターが代役を務めるようになる。

#### リポーター
- 石川小百合
- 石黒新平
- 川添永津子
- 國友真由美
- 米田やすみ
- 菅原美千子

### 番組内容
- 6時台前半

ニュース、早版スポーツウォッチ!、早版エンタメウォッチ!
- 6時台前半

ウォッチ! INDEX、ニュース、お出かけ前のスポーツウォッチ!、お出かけ前のエンタメウォッチ!、朝刊ウォッチ!
- 7時台前半

情報ウォッチ!（ニュース）、特選スポーツウォッチ!、特選エンタメウォッチ、朝刊ウォッチ!
- 7時台後半〜8時台

特報ウォッチ!
これらの合間に「天気ウォッチ!」や以下のコーナーが放送される。

#### 朝刊ウォッチ!
当初は6時台後半「早わかり 朝刊ウォッチ!」として駒田健吾・「DOI的 朝刊ウォッチ!」（どいてき ちょうかん-）として土井敏之が担当したが、7月には「DOI的 朝刊ウォッチ!」に統一した。『ブロードキャスター』競馬予想コーナーでおなじみの叩き売りのに似た節回しが特徴。

#### 今日の占い
12星座占い。野菜と動物を組み合わせたキャラクターが登場。それにあわせて占いを伝えた。久保田智子がナレーションを担当。上位から下位までは交互のキャラクターが使われていた。(つまり、順位に一定のキャラクターなどなかったようだ。)

#### 列島ウォッチ!
JNN系列の各放送局より地元の情報を伝えてもらう。また、2003年10月ごろからは地元紙の紹介「列島ふるさと 朝刊ウォッチ!」が始まる。

#### 特報ウォッチ!
リニューアル後の「日刊 最大関心事」の前身にあたる。事件・事故等のその日の重要なニュースをVTR中心に伝える。7時台後半～8時台に放送されていたため、同時間帯に「ウォッチン!みやぎ」を放送する東北放送では放送されなかった（また、2003年度は中国放送が8月6日の式典中継のため放送されなかった）。

#### その他のコーナー
当初は「ウォッチINDEX」というきょうのニュース項目を放送するコーナーがあったが、「朝刊ウォッチ!」の統一によりなくなる。
2003年10月ごろから相次いで曜日コーナーができる。それに伴い、「特選シリーズ」のOAは滞る。

## 2004年度

### 概要
メインの土井敏之は引き続き出演し、コント赤信号のラサール石井、『JNNニュースの森』の「お天気ですかぁ?」に出演していた森田正光を招き、梃子入れをはかった。視聴率が6%台（関東地区）に乗るなど成果は出てきたが、1年でみのもんたにバトンを譲ることになる。
しかし、番組最終回では「TBSの『朝の番組』の基礎工事は終わった」と話し、後継番組『みのもんたの朝ズバッ!』（後の『朝ズバッ!』）では、本番組でのフォーマットを多く引き継ぐことになる。ちなみに、ラサール曰く「業界人（芸能人）の視聴は多かった」とのこと。

### 放送日時
2004年3月29日 - 2005年3月25日　月 - 金曜　5:30 - 8:30
『あさがけウォッチ!』と統合して3時間番組となる。
ネット局のうち、 北海道放送、青森テレビ、テレビユー福島、山陰放送、テレビ山口、長崎放送、熊本放送、大分放送、宮崎放送、南日本放送では5時55分から放送開始。
2004年3月29日から第2部の7時台後半のローカル枠が復活。7時25分から放送。
- 北海道放送 - 早おきビタミン
- 東北放送 - ウォッチン!みやぎ（ウォッチ!開始時より自社制作）
- 毎日放送 - あん!（8時24分まで）
- 中国放送 - 週末テレビ 木金ウォッチ!ひろしま（木・金曜日のみ）

「ラサール編集長の今朝のこだわり」はディレイ（裏送り）で放送。
2004年度の原爆記念日（8月6日）の式典中継もこの枠で行われた。
- 南日本放送 - ウォッチ!かごしま
- 本番組終了に伴い、東北放送の『ウォッチン!みやぎ』を除く全てのローカル番組が終了した。さらに、本番組終了後『朝ズバッ!』になってから北海道放送も1年ぶりにフルネットに復帰した。

### 出演者

#### メインキャスター（MC）
- 土井敏之
- ラサール石井（コント赤信号／2004年9月27日 - ）

#### アシスタント
- 2004.4 - 2004.9：城戸真亜子
- 2004.10 - 2005.3：木村郁美[3]

#### 朝刊コーナー担当
- 2004.4 - 2004.9：ラサール石井
- 2004.10 - 2005.3：ラサール石井（メインキャスターを兼務）、木村郁美、用稲千春

10月以降ラサールは朝刊解説、木村・用稲が記事を読む形式へ変更。

#### お天気コーナー担当
- 山田玲奈（ - 6時台前半）
- 森田正光（7時前 - ）

当初、水曜日はTBSラジオの『「森本毅郎・スタンバイ!」内「話題のアンテナ 日本全国8時です」』に森田の出演があったため、8時台（森田&ラサールのつぶやき）天気の出演はなかった（替わりに山田が「れな&ラサールのつぶやき天気」のタイトルで代行を務めた）が、9月下旬頃?より水曜日の8時台にも出演するようになった（後にコーナー名は「森田VSラサール」になる）。

#### ニュースコーナー担当
- 用稲千春

#### スポーツコーナー担当
- 藤森祥平

月・火曜日の『ジャスト』と兼務。

#### 芸能コーナー担当
- 小林麻耶（月 - 木）
- 川田亜子（金）

芸能コーナーのほか、CM後の『コーナー紹介』や、『ウォッチ!Choice』、『今朝のこだわり』後の時刻読みを行った。このとき、（現在の時刻を指す）アナログ時計の付いたTBSキャラクター「ブーブ」のぬいぐるみを持ちながら現在の時刻を伝えた。ちなみに、それ以外の時刻読み（主に5 - 6時台）は、木村アナウンサーや用稲千春らが行った。この際、ブーブは登場しなかった。

#### コメンテーター
- 月曜日：嶌信彦
- 火曜日：日垣隆
- 水曜日：中島渉
- 木曜日：岸井成格
- 金曜日：吉川美代子（当時TBSアナウンサー兼解説委員）

2003年度版と同様、当初は曜日制の出演であったが、9月頃から日垣・中島が降板。それに伴い、曜日制がなくなり、北野大・木元教子・荒俣宏・春風亭昇太が日垣・中島を除いた上記3名と一緒に、もしくは単独でコメンテーターとして出演した。

#### リポーター
- 石川小百合
- 川添永津子
- 米田やすみ

### 番組内容
ニュース・「スポーツウォッチ!」・「エンタメウォッチ!」などの他のニュース番組にも見られるコーナーのほかに以下のものがある。

#### 森田さんのお天気ホイホイ
夕方のニュース番組『JNNニュースの森』に出演している森田を講師に、お天気について勉強するコーナー。『ウォッチ!』リニューアル後から、『6:50ダヨ!森田さんのお天気ホイホイ』と称して、1日1回放送をしていたが、『うんため』の終了後、1日2回放送することになり、『森田さんのお天気ホイホイ』となる。
- コーナー1回目

6:50頃、「祥平のスポーツウォッチ!」の後に（「6:50ダヨ!森田さんのお天気ホイホイ」の継続として）放送。TBS放送センター前から空の様子を伝え、雲についても詳しく教えてくれた。さらに天気図（森田が毎朝書いている）フリップを使って、きょうの天気について伝えた
- コーナー2回目

7:35頃、ラサール編集長の朝刊（シリーズ）の後に放送。教室風のスタジオで、天気図（こちらもフリップ同様、森田が毎朝書く）黒板を使って、天気（気象）に絡むことをヒトツあげ、さらに天気を伝えた。なお、TBS以外のネット局は、コーナー2回目の後、ローカル局のニュース・天気があるため、「以上、全国のお天気でした」と森田が発言した後、ローカルニュース・天気へと入った。なお、その間、TBSは「お天気ホイホイ」として放送を続けた。

#### ウォッチ! Choice
ニュースやスポーツ・その他、様々な分野からおもしろい出来事などを伝えるコーナー。
中には、「円周率暗記でギネスに載った人」や、「新東京タワーのこと」・「TBSドラマの番組宣伝」などがあった。

#### ラサール編集長の朝刊（シリーズ）
ラサール石井を編集長とし、朝刊を紹介したコーナー。
他局・前後番組との違いは、全記事を編集長であるラサールが選んだ（他局・前後番組は、新聞社・番組関係者に前もって選択してもらっている）。そのため、他局の番宣や、普通は取り上げられない記事が選ばれることがあった。また、同コーナーでの朝刊を紙芝居の要領で見ていく、アナウンサーが内容を読み司会者（編集長）が解説する形式が採用され、後番組『朝ズバッ!』でもこれが採用された。

##### コーナーの区分け
- 『朝いちばん』（5時台）

それまでに届いている新聞記事を紹介するコーナー。対象はサラリーマン向けだったことから、一般紙面が中心。
朝いちばんになるまでは「ラサール編集長の朝刊『※△＠☆◇』（カギカッコ）」となっていた。
- 『出来事チェック』

今日（それまで）の出来事を中心に記事を紹介。コーナーは、「今朝の片スミ（見落としてしまうような記事）」などがあった。
出来事チェックになるまでは「ラサール編集長の朝刊“取り”見出し」となっていた。
- 『今朝のこだわり』

芸能面や、おもしろ記事が中心。番組宣伝、「今朝の片スミ」などがあった。
今朝のこだわりになるまでは「ラサール編集長の朝刊「芸能面」ひろい読み」となっていた。

#### 日刊 最大関心事
きょう一日で、最も関心があるニュースを、新聞風な特大ボードで、紹介するコーナー。リポーターと司会(土井アナウンサー)・コメンテーターのやりとり等が多かったが、「街頭で調査する『赤○(まる)民の声』」や「注目のスポーツをゲーム機で予想する「スポーツシミュレーション」などがあった。後番組『朝ズバッ!』の「ズバッ!8時またぎ」に引き継がれている。

#### 森田VSラサール
森田正光とラサール石井が進行するお天気コーナー。当初は、森田だけが行う「森田さんのひとこと」であったが、後にラサールと一緒に行うものとなった。このコーナーでは、森田が「気象・天気予報に使われる用語」・「季節の言葉」・「雑学的言葉」について挙げ、それについて解説する、教えてくれるコーナーであった。ラサールは、難しい部分について質問をしたり、ツッコミを行った。
- 森田正光が水曜日にも出演となり『れなVSラサール』は行われていない。
- 旧コーナー名『森田（水曜日：れな）&ラサールのつぶやき天気』を改名。
- 旧コーナー名は『&』で、後に、『VS』と表記する。

#### うんため
『ウォッチ!』リニューアル後から6月中旬頃までに一部地域を除き放送していた、藤森祥平アナウンサーと小林麻耶アナウンサー（※金曜日は川田亜子） の運動とエンタメを掛け合わせたコーナー。当初は、「うんため725（なな・にぃ・ご）」と称したコーナーをしていたが、「掛け声が合わない」と「時間がずれる」のことなどから「うんため」になる。その後は、うんため自体が終了したため、「ウォッチ! Choice」と「ラサール編集長の朝刊（シリーズ）」と「お天気ホイホイ」に当てられた。

#### 朝刊ウォッチ!
後の、「ラサール編集長の朝刊（シリーズ）」にあたるコーナーで、リニューアル後より7月頃まで放送していたコーナー。当初は、タイトルコールをラサール編集長自ら言っていたが、4月中旬頃から城戸が行う。また、「朝刊ウォッチ!」では、全ての記事をラサール編集長が読み、補足する形という形で行っていたが、"えー"の数が多いことや聞き取りにくいという指摘があったことなどから、「ラサール編集長の朝刊（シリーズ）」より用稲千春や木村アナウンサーらが記事を読み、ラサール編集長が記事の補足・解説をする形となった。
また、番組中、"えー"が多いことから言った回数だけ貯金すると話していたが、結局どうなっていたのかは不明。
ラサール編集長が舞台の地方公演出演のためその公演先（大阪や高松、松山など）からの中継で地元紙（または全国紙の県内版）を紹介した。普段首都圏版や東京新聞ばかりの新聞コーナーにとっては珍しいケースである。

#### あの人の朝ごはん
こちらも『ウォッチ!』リニューアル後から2月頃まで一部地域を除き放送していた、「有名人の朝ごはんを拝見しよう」というコーナー。当初は、8時台の「最大関心事」の後放送していたが、番組終了後半に近づくにつれ6時台の「エンタメコーナー」の内包となる。

#### 今日の占い（シリーズ）［2004年度］
『ウォッチ!』リニューアル後（2004年4月）から7月上旬頃?まで放送していた、「占いコーナー」。占いは、最新のCG技術を使って、視聴者から送られてきたペットの写真を元に、おしゃべりさせて占いを伝えた。
同コーナーは、2つのパートに分かれており、6:49頃（「6時50分ダヨ 森田さんのお天気ホイホイ」前）に『今日の占い PART1（今日最も良い運勢）』と、7:35頃（「朝刊ウォッチ!」前）に『今日の占い PART2（ランキング形式）』が行われた。7月頃には、コーナーの雰囲気が一新されたが、休止。公式ウェブサイトでは「占いはお休み」との記載があったが、結局これを機にコーナーは復活することはなかった。
ちなみに、後番組『朝ズバッ!』にはニュース中心という編成であるからか占いコーナーは設けられていない。

#### 森田さんのひとこと
後の「森田VSラサール」にあたるコーナーで、季節の言葉や、天気に関する用語などをあげ、解説するコーナー。「森田VSラサール」同様、この「ひとこと」の後、全国天気に入る。

## スタッフ
最終回（2005年3月25日）時点
- テーマ曲：本間勇輔
- 構成：高橋秀樹、中村益雄、菊池裕一、白川ゆうじ、新里幸久、守谷武己
- ナレーション：河内孝博（2003年度、月 - 水）、小林俊夫（2003年度、木・金）、今野宏美（2003年度、占いコーナー担当。クレジットはされておらず）、小幡研二、鈴木まどか（2004年度、メイン）、市川展丈（2004年度、スポーツコーナー担当）、江森浩子（2004年度、占いコーナー担当）
- TM：高木敏之
- TD：奥村秀樹
- カメラ：中島文章
- VE：瀬戸博之
- 照明：矢作和彦
- 音声：麦倉良彦
- TK：上田みどり
- 編集：東放制作
- 選曲：NSL
- 効果：サウンズアート
- 美術プロデューサー：中嶋美津夫
- デザイン：坂根洋子
- 美術制作：羽田一成
- 装置：秋山雷太
- 操作：佐藤雅司
- 電飾：三浦博
- メイク：アーツ
- 美術協力：アックス
- 番組宣伝：戸田界（TBSテレビ）
- 番組デスク：小宮綾子
- スポーツウォッチ：牧山尚史、伊藤浩司、松尾征二、平田匡
- 朝刊ウォッチ：中野健、渡邊尚
- エンタメウォッチ：矢部大介、佐藤正樹、宮路真実、橋本直樹
- ディレクター：島田いづみ、三澤太嘉志、鈴木重徳、髙口直樹、堀越詔彦、久代圭司、吉浦志保、長野超、田口貴彦、遠藤純一、佐藤靖紀、酒匂彩子、末松孝一郎、矢野哲、武田守弘、若林亨、武居優、石原弘通 / 小田大河、宮下義次、内藤恵、田中一保、川上浩史、後藤清美 / 渡辺充、熊倉幸喜
- チーフディレクター：沼波守
- プロデューサー：足立信一郎、久保徹、伊藤喜澄、高田直、森本典嗣
- チーフプロデューサー：吉崎隆（TBSテレビ）
- 制作協力：TBS-V
- 制作：TBSライブ→TBSテレビ（2004年10月以降）
- 製作著作：TBS